# 宫内省
宮內省（日语：／ Kunai-shō）是日本曾經設置的政府部會，主要掌管天皇、皇室及皇宮事務，存在於律令制時代、大日本帝國時期，1947年改制為宮內府，1949年再度改制為今天的宮内厅。

## 律令制下的宮內省
古代的宮内省是律令制規定的八省之一。主要职责是管理宮廷的修繕、食事、掃除、医療等庶務，以及天皇財產的管理。

### 職員
長官为宮内卿，正四位下，由从三位以上的公卿担任。
大輔以下的職員構成：
- 大輔（正五位下相当）…一人
- 少輔（从五位下相当）…一人
- 大丞（從六位下相当）…一人
- 少丞（從六位上相当）…二人
- 大錄（正七位上相当）…一人
- 少錄（正八位上相当）…二人

- 史生
- 省掌
- 使部
- 直丁

### 宮内省被官的官司
- 大膳職（日语：大膳職）
- 木工寮（日语：木工寮）
- 大炊寮（日语：大炊寮）
- 主殿寮（日语：主殿寮）
- 典藥寮（日语：典薬寮）
- 掃部寮（日语：掃部寮）（令外官）
- 正親司（日语：正親司）
- 內膳司（日语：内膳司）
- 造酒司（日语：造酒司）
- 采女司
- 主水司（日语：主水司）
- 主油司（日语：主油司）
- 官奴司（日语：官奴司）
- 內掃部司（日语：内掃部司）
- 鍛冶司（日语：鍛冶司）
- 內染司（日语：内染司）
- 土工司（日语：土工司）
- 園池司（日语：園池司）
- 筥陶司（日语：筥陶司）

## 明治初期（1869年 - 1885年）

### 概要
近代的宮内省是根据1869年（明治2年）的太政官制，參考大宝令制定設置的。据「官位相当表」，宮内卿为正三位、宮内大輔为从三位、宮内少輔为正四位。
1877年（明治10年）8月29日至1879年（明治12年）10月13日之間，曾设置侍補一职。

### 歴代宮内卿
- 万里小路博房:1869年7月8日 － 1871年6月25日
- 徳大寺實則:1871年11月29日（10月17日 (旧暦)） － 1884年3月21日
- 伊藤博文:1884年3月21日 － 1885年12月22日

### 歴代宮内大輔
- 烏丸光徳:1869年10月14日（9月10日 (旧暦)） － 1871年8月11日（6月25日 (旧暦)）
- 万里小路博房:1871年8月13日（6月27日 (旧暦)） － 1877年8月29日
- 杉孫七郎:1877年12月26日 － 1884年4月21日
- 吉井友實:1884年7月8日 － 1886年2月5日

## 内閣制度以降（1885年-1947年）

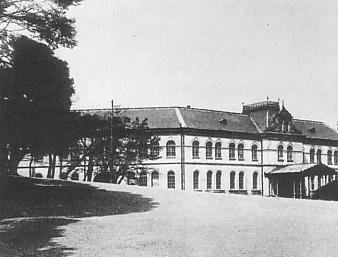
明治时期的宮内省

### 歴代的宮内大臣
1. 伊藤博文　　1885年12月22日〜： 伯爵・長州閥・首相兼任
2. 土方久元（日语：土方久元）　　1887年9月16日〜：  子爵・土佐閥・農商務大臣
3. 田中光显（日语：田中光顕）　　1898年2月9日〜：   子爵・土佐閥・陸軍少将・警视总监
4. 岩仓具定　　1909年6月16日〜：  公爵・岩倉具視之子
5. 渡边千秋（日语：渡辺千秋）　　1910年4月1日〜：   子爵・内務官僚・内務次官
6. 波多野敬直（日语：波多野敬直）　1914年4月9日〜： 子爵・司法官僚（日语：司法省）・司法大臣
7. 中村雄次郎（日语：中村雄次郎）　1920年6月18日〜： 男爵・陸軍中将・陸軍次官・满鉄総裁
8. 牧野伸显　　1921年2月19日〜：  子爵・外交官・外務大臣
9. 一木喜德郎　1925年3月30日〜： （無爵）・東京帝国大学法学部教授・文部大臣
10. 湯淺倉平　　1933年2月14日〜 ：（無爵）内務官僚・警視総監・内務次官・朝鮮总督府政務総監
11. 松平恒雄　　1936年3月6日〜  ：（無爵）外交官・駐英大使・会津松平家出身（松平容保第四男）
12. 石渡莊太郎（日语：石渡莊太郎）　1945年6月4日〜：（無爵）大藏官僚・大藏大臣
13. 松平慶民（日语：松平慶民）　　1946年1月16日〜 ： 子爵・越前松平家出身（松平慶永的末子）

### 組織（昭和20年8月15日当時）

#### 幹部
- 宮內大臣（親任官）
- 宮內次官（日语：事務次官等の一覧#宮内庁長官）（勅任官）

#### 内部部局
- 大臣官房
- 侍从职（日语：侍従職）（じじゅう - ）：管理天左右侍从
- 式部職（しきぶ - ）：宮中儀礼担当
- 宗秩寮（そうちつ - ）：皇族、華族事務担当
- 諸陵寮（しょりょう - ）：陵墓管理担当
- 圖書寮（ずしょ - ）：皇統譜（日语：皇統譜）、宮内省関係文書管理
- 侍医寮（じい - ）：宮中内的医療担当
- 大膳寮（だいぜん - ）：食事、饗宴担当
- 內藏寮（くら - ）：会計、用度担当
- 內匠寮（たくみ - ）：建築、営繕担当
- 主馬寮（しゅめ - ）：馬車、自動車的交通管理
- 總務局：其他庶務担当
- 警衛局：管理皇宮警察 (宮內省)（日语：皇宮警察 (宮内省)）

#### 外局
- 内大臣府：御璽、国璽的保管
- 掌典職（日语：掌典職）（しょうてん - ）：宮中祭祀（日语：宮中祭祀）担当
- 皇后宮職（こうごうぐう - ）：管理皇后（香淳皇后）左右侍从
- 東宮職（日语：東宮職）（とうぐう - ）：管理皇太子明仁亲王左右侍从
- 皇太后宮職（こうたいごうぐう - ）：管理皇太后（貞明皇后）左右侍从
- 帝室会計審査局：宮内省内的会計監査（日语：會計監査）
- 御歌所（おうたどころ）：御製御歌管理
- 帝室博物館：御物（日语：御物）管理
- 正倉院管理署：奈良正倉院宝物管理
- 帝室林野局：御料林（日语：御料林）管理
- 学習院：皇族、華族子弟的教育機関
- 女子学習院：皇族、華族子女的教育機関
- 李王職：朝鮮王公族的家政担当

### 内部組織的变迁
- 1883年（明治16年）9月，設置京都支庁。
- 1884年（明治17年）4月，创办宮内省学習院所轄的官立学校。
- 1886年（明治19年）2月，京都支庁被废除，設置主殿寮京都出張所。
- 1900年（明治33年）6月，帝国京都博物館改称京都帝室博物館。1924年（大正13年）2月，京都帝室博物館被下賜京都市（現在的京都国立博物館）。
- 1886年（明治19年），「博物館」由農商務省移管宮内省图書寮，後改称帝国博物館、東京帝室博物館，1947年（昭和22年）5月移交文部省管理（現在的東京国立博物館）。